# メチニス
メチニス（学名：Metynnis hypsauchen）はカラシン目カラシン科に属する熱帯魚。単にメチニスと言う場合hypsauchen種を指すが、○○メチニスの名で呼ばれる魚には近縁のMyleus属も含む。草食のおとなしい種類であるがピラニアと同じセルラサルムス亜科で、顎や牙を除けば外見上も似通っている。なお、メチニスの仲間やコロソマなどの、ピラニア以外のセルラサルムス亜科の草食のカラシンを「パクー（Pacu）」と総称する。

## 特徴
体型は円盤状であり、体長は20cm程。

## 分布
アマゾン川

## 飼育
カラシンとしては古くから飼育されてきた種で、いずれも丈夫で飼育は容易。草食性で、水草を食害するため、水草水槽で飼育することは不可能。餌は草食魚用のタブレットフード、茹でたホウレンソウ、サラダ菜などを与えるとよい。性質は温和なため、同程度のサイズの魚となら混泳しても問題ない。

## 近縁種
バンデッド・メチニス
学名：Metynnis hypsauchen fasciatus
メチニスの亜種。体に四本の横縞が入る。
ブラックバンド・メチニス
学名：Metynnis schomburgki
体の中央に一本の黒いバンド模様が入る。
シルバーダラー・メチニス
学名：Metynnis argenteus
通称は丸い体型と銀色の体色を1ドル銀貨になぞらえたもの。hypsauchen種もこの名前で呼ばれる場合がある。
レッドフック・メチニス
学名：Myleus rubripinnis
メチニスの名前が付いているが分類上はMyleus属である。名前の由来は尻びれの先端が赤くなり、フック状に突出することから。
ミロソマ
学名：Mylossoma aureum
メチニスに近縁のカラシンで、食性も同様である。